# Čolnišče
Čolnišče este o localitate din comuna Zagorje ob Savi, Slovenia, cu o populație de 194 de locuitori.